# Michael Connelly
Michael Connelly (Philadelphia, 21 juli 1956) is een Amerikaanse schrijver van thrillers.

## Biografie
Michael Connelly wist al op jonge leeftijd dat hij schrijver wilde worden; hij was een grote fan van de boeken van Raymond Chandler. Hij ging journalistiek studeren aan de universiteit van Florida en koos 'creatief schrijven' als bijvak. Na zijn afstuderen in 1980 werkte hij als misdaadverslaggever bij kranten in Daytona Beach en Fort Lauderdale. In 1986 werd hij genomineerd voor de vermaarde Pulitzer-prijs voor een artikel over een vliegtuigongeluk dat hij samen met twee collega's had geschreven. Door deze nominatie kreeg hij een baan aangeboden als misdaadverslaggever bij de Los Angeles Times, naar eigen zeggen "de meest prestigieuze krant van de Amerikaanse westkust". 
Na tien jaar gewerkt te hebben als crime reporter vond Connelly dat hij klaar was voor zijn eerste thriller. The Black Echo was gebaseerd op een 'echte misdaad': de zaak van inbrekers die zich in L.A. via tunnels toegang verschaften tot te beroven banken. Voor deze roman kreeg hij van de Mystery Writers of America de Edgar Award voor het beste debuut. Ook zijn latere boeken zou hij iedere keer baseren op zaken die hij tijdens zijn werk was tegengekomen, maar ook de beschreven opsporingsmethoden, procedures en locaties zijn gestoeld op de werkelijkheid.
De hoofdpersoon in The Black Echo is Harry Bosch, een speurder van het type 'ruwe bolster blanke pit', vergelijkbaar met Philip Marlowe van Raymond Chandler. Connelly heeft inmiddels 25 boeken geschreven met Bosch in de hoofdrol. Bosch is genoemd naar schilder Hiëronymus Bosch wiens schilderijen net als de rechercheur  een duistere kant hebben, die je pas ziet als je er goed naar kijkt. In 2015 ging de televisieserie Bosch in première.
In 1996 kwam The Poet uit; Connelly's vijfde boek, maar het eerste zonder Harry Bosch. In 1998 verscheen Blood Work waarin Connelly met FBI-agent Terry McCaleb een nieuwe hoofdpersoon introduceerde. Enkele boeken later verscheen in 2001 A Darkness More Than Night, waarin Harry Bosch en Terry McCaleb elkaar voor het eerst ontmoeten. In dit boek speelt het werk van de schilder Bosch een cruciale rol. Blood Work werd in 2002 door Clint Eastwood verfilmd. Eastwood regisseerde de film, en speelde daarnaast ook zelf de rol van Terry McCaleb. 
Michael Connelly heeft met zijn boeken vele prijzen gewonnen in binnen- en buitenland. Naast schrijver was hij in 2003 en 2004 ook voorzitter van de Mystery Writers of America.